# Dendrobeania murrayana
Dendrobeania murrayana är en mossdjursart som först beskrevs av Bean, in Johnston 1847.  Dendrobeania murrayana ingår i släktet Dendrobeania och familjen Bugulidae. Arten är reproducerande i Sverige. Inga underarter finns listade i Catalogue of Life.